# 天富苑巴士總站
天富苑巴士總站（英文：Tin Fu Court Bus Terminus）是位於香港新界天水圍北天華路T Town第2期底層的巴士總站，現時有2條巴士路線以此為總站，另有1條巴士路線途經。

## 總站路線資料

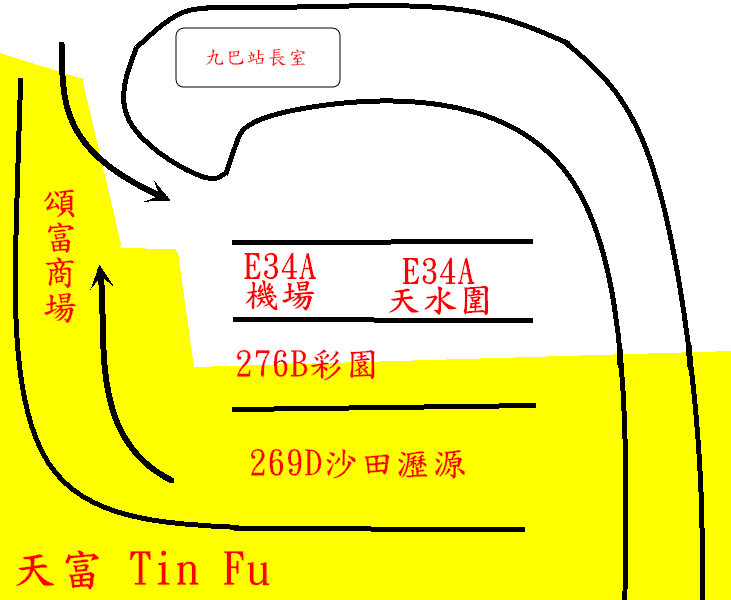
天富巴士總站的平面圖

### 九龍巴士269D線
- 天水圍（天富） ↔ 瀝源
- 天水圍（天富） → 瀝源（特別班次，經濕地公園路，不經元朗）

於2000年3月12日投入服務，同年11月26日延長至此，2002年7月20日延長至瀝源，途經天晴邨（只限去程）、天逸邨（只限去程）、天頌苑、天華邨、天瑞邨、天水圍公園、天耀邨、天祐苑、元朗市中心、港鐵元朗站、大欖隧道、屯門公路、象鼻山路、城門隧道及沙田市中心。

### 九龍巴士276B線
- 天水圍（天富） ↔ 上水（彩園）

於2004年7月4日配合九龍巴士276A線服務重組而投入服務，2005年2月28日延長至此，2006年11月18日縮短至彩園，途經天恩邨、天澤邨、香港濕地公園、天晴邨、嘉湖山莊（美湖居、麗湖居、景湖居）、天慈邨、元朗公路、新田公共運輸交匯處（落馬洲轉車站）、粉嶺公路及港鐵上水站。

## 途經路線資料

### 龍運巴士E37線
- 天水圍市中心 ↔ 機場（地面運輸中心）

於2014年12月6日投入服務，前身為E34A線，2021年6月20日起改稱E37。途經嘉湖山莊（美湖居、麗湖居、景湖居）、天晴邨、香港濕地公園、天逸邨、天富苑、天頌苑、天瑞邨、天水圍公園、天耀邨、天祐苑、元朗公路、屯門赤鱲角隧道、東涌市中心及機場後勤區。

## 外部連結
- 九巴 （页面存档备份，存于）
- 龍運巴士 （页面存档备份，存于）